# Pradelles (Nord)
Pradelles (Pradeels in olandese, Poerdiëls nel dialetto fiammingo occidentale) è un comune francese di 365 abitanti situato nel dipartimento del Nord nella regione dell'Alta Francia.

## Società

### Evoluzione demografica
Abitanti censiti